# Billete (arquitectura)
Un billete o billeta (que suele utilizarse en plural, del francés billes y este del celta, bilion, "palo" o "taco"), en arquitectura, es un elemento ornamental, constituido por una alineación de pequeños cilindros o cuadrados tallados en piedra.
Se utilizó sobre todo en la arquitectura medieval. Durante el románico, se utilizaban en forma de moldura en ajedrezado de tacos cilíndricos, prismáticos o cuadrados en relieve.
En la arquitectura autóctona japonesa existen decoraciones en las cubiertas en forma de billetes, denominados katsuogi.

## Galería de billetes

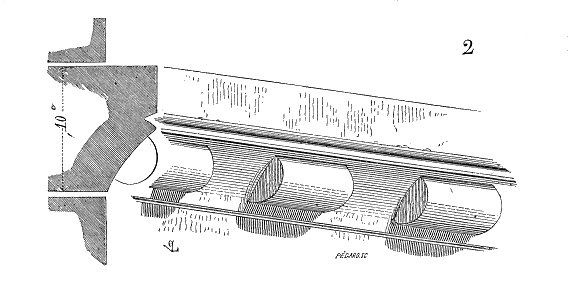
Billetes de St-Étienne (Nevers).
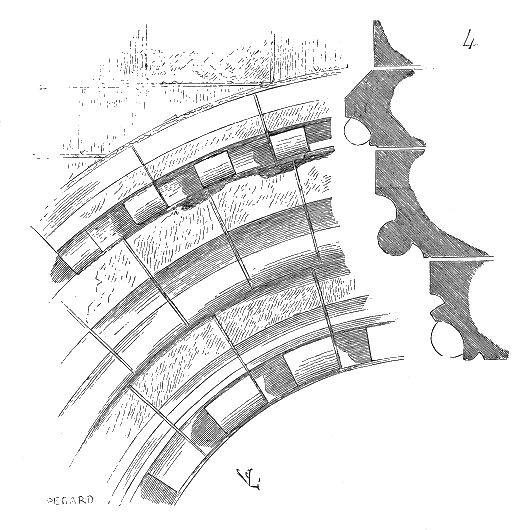
Billetes de la Catedral de Rouen.
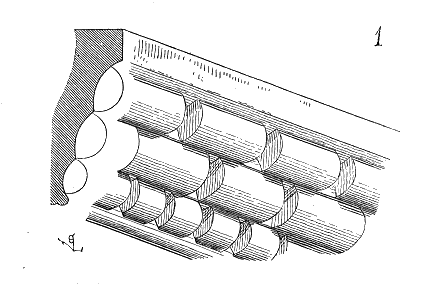
Billetes de Poissy.
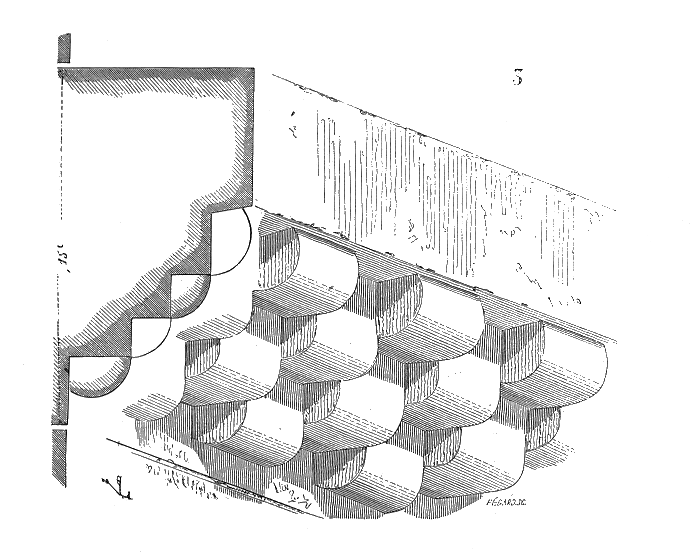
Billetes de Saint-Sernin en Toulouse.